# Подруга подкинула проблем
«Подру́га подки́нула пробле́м» — студийный альбом группы «2ва Самолёта», выпущенный музыкантами в 2000 году. Признан одним из важнейших альбомов десятилетия в отечественной музыке российским интернет-изданием OpenSpace.ru. Записан на санкт-петербургской студии «Петромикс» в 1999 году звукорежиссёром Сергеем Елистратовым.

## Список композиций
Все тексты написаны Антоном Белянкиным, вся музыка написана группой 2ва Самолёта.
| №   | Название                    | Длительность |
| --- | --------------------------- | ------------ |
| 1.  | «Небесное пиво»             | 4:41         |
| 2.  | «Жизнь запарка»             | 2:55         |
| 3.  | «Александр Македонский»     | 3:40         |
| 4.  | «Мамочка в крыжовнике»      | 3:21         |
| 5.  | «Селедки балтийского моря»  | 3:48         |
| 6.  | «Пока луна не погасла»      | 3:48         |
| 7.  | «Подруга подкинула проблем» | 5:17         |
| 8.  | «Закрыты двери латифундий»  | 4:40         |
| 9.  | «Салют, подруга»            | 4:05         |
| 10. | «Мачо-засранец»             | 3:13         |
| 11. | «Африканская»               | 2:15         |
| 12. | «Последняя песня Чебурашки» | 4:16         |

## Список исполнителей
- Антон Белянкин — вокал (7), бас-гитара;
- Алексей Лазовский — вокал, тромбон;
- Григорий Сологуб — вокал (8), гитара;
- Денис Медведев — синтезатор;
- Михаил Синдаловский — барабаны;
- Андрей Коган — труба;
- Алексей Канев — саксофон.

## Дополнительные факты
- На песни «Небесное пиво»[2] и «Подруга подкинула проблем»[3] с одноимённого альбома были сняты видеоклипы.
- Текст песни «Подруга подкинула проблем» был написан Антоном Белянкиным по мотивам опубликованного письма читательницы в редакцию молодёжного журнала «Cool Girl»[4][5].